# عمر كمال عبد الواحد
عمر كمال سيد عبد الواحد (مواليد 29 سبتمبر 1993) هو لاعب كرة قدم مصري يلعب لصالح النادي الأهلي  ومنتخب مصر لكرة القدم في مركز الظهير الأيمن.

## مسيرته الكروية
بدأ عمر كمال ممارسة كرة القدم في قطاع الناشئين بالنادي الأهلي في عمر 8 سنوات. وبعدها تنقل اللاعب بين عدة أندية، منها المقاولون العرب واتحاد الشرطة، ثم الأسيوطي، قبل تغيير مسمى الأخير إلى بيراميدز، ومنه إلى المصري.

### النادي المصري

#### موسم 2020-21
شارك عمر كمال مع النادي المصري في 32 مباراة ببطولة الدوري المصري الممتاز، سجل خلالها 13 هدفا وقدم تمريرتين حاسمتين.

### نادي الاهلي

#### موسم 2021-22
في 30 أغسطس 2021، أعلن نادي الزمالك أولى صفقاته بالتعاقد مع عمر كمال عبد الواحد لاعب فريق المصرى البورسعيدى لمدة ثلاث سنوات في صفقة انتقال حر. وقال الفرنسي باتريس كارتيرون المدير الفني لفريق الزمالك عن عمر كمال عبد الواحد:
| عمر كمال عبد الواحد           | عمر كمال لاعب مهم، ويجيد اللعب في 4 مراكز، وسيساعد الفريق في الفترة المقبلة. | عمر كمال عبد الواحد |
| — باتريس كارتيرون عن عمر كمال |                                                                              |                     |

## إسلوبه في اللعب
يجيد عمر كمال اللعب في ثلث الملعب الأمامي بمختلف مراكزه، وليست لديه أي مشكلة في اللعب بأي مركز يختاره المدرب، سواء الجناح أو صانع الألعاب أو المهاجم المتقدم.